# Hiroshima (stad)
Hiroshima (Japans: 広島市, Hiroshima-shi) is een Japanse havenstad in de gelijknamige prefectuur in het zuidwesten van het Japanse hoofdeiland Honshū.
De stad ligt op de plaats waar de rivier de Ota uitmondt in de Japanse Binnenzee. Op 1 april 2018 had Hiroshima een geschatte bevolking van 1.196.875 inwoners. De bevolkingsdichtheid bedroeg 1320 personen per vierkante kilometer. Sinds april 2011 is Kazumi Matsui burgemeester van Hiroshima.

## Geschiedenis
De stad ontstond vanaf 1589 rond een kasteel dat in de plaatselijke rivierdelta was gebouwd. Het gebied stond bekend als "Hiroshima", in het Nederlands "breed eiland". In 1889 werd de haven uitgebouwd, en Hiroshima werd verder ontsloten door de spoorlijn tussen Kobe en Shimonoseki (1894). Tijdens de Eerste Chinees-Japanse oorlog, die datzelfde jaar begon, was de stad keizerlijk hoofdkwartier en logistiek centrum, en in de periode daarna werd Hiroshima een belangrijke militaire basis.

### Atoombom
Hiroshima was de eerste stad in de geschiedenis van de mensheid die met een atoombom werd aangevallen. Tijdens de Tweede Wereldoorlog werd op 6 augustus 1945 om kwart over acht 's ochtends boven Hiroshima de uraniumbom Little Boy (die 4400 kg woog) afgeworpen uit de Amerikaanse B-29 Superfortress bommenwerper Enola Gay. Harry S. Truman was toen president. Een half uur voor het vallen van de atoombom liet een andere B-29 Superfortress die ter verkenning voorop vloog, het luchtalarm afgaan. Dit werd na ongeveer 25 minuten afgeblazen, waardoor de uraniumbom viel toen alle inwoners juist de schuilkelders uit waren. Er verliepen 45 seconden tussen het afwerpen van de bom en de explosie. De bom kwam 580 meter boven de grond tot ontploffing.
De stad werd door de explosie van de bom geheel verwoest, en 78.000 mensen kwamen in een fractie van een seconde om. Een enorme vuurbal van 300 meter doorsnede ontwikkelde zich. Onder deze vuurbal liep de temperatuur op tot 4000 °C. Na de vuurbal verspreidden gammastralen en infraroodstralen zich en volgde een schokgolf die zich voortbewoog met de snelheid van het geluid. Vele tienduizenden personen raakten gewond en zwaar verbrand. Enkele minuten na de explosie vielen er dikke regendruppels, zwart van de as en rook en zwaar radioactief besmet, op de stad.
Door de na-effecten als gevolg van de ioniserende straling liep het dodental uiteindelijk op tot ongeveer 140.000 eind 1945. Een van de bekendste slachtoffers van de atoombom is Sadako Sasaki, het meisje van de 1000 kraanvogels. Zij kreeg leukemie 10 jaar na de explosie van de bom. Overlevenden van de kernaanval worden met de term hibakusha aangeduid.
Een van de weinige grote gebouwen die zijn blijven staan, is het Vredesmonument in Hiroshima (Genbakukoepel). Japan wilde de gevolgen van de bom oorspronkelijk volledig uitwissen.
Op 9 augustus werd ook boven Nagasaki een atoombom genaamd Fat Man tot ontploffing gebracht. Enkele dagen later capituleerde Japan (dat al voor 6 augustus aan de Russische troepen had laten weten dat het zich onder bepaalde voorwaarden wenste over te geven, maar volgens sommige historici te zeer verdeeld was om met een voor de geallieerden acceptabel voorstel te komen).
Volgens opgave van de Japanse autoriteiten, die ook de slachtoffers registreerden die jaren later vielen door bijvoorbeeld kanker als gevolg van straling, kostten de bommen aan totaal ruim 240.000 mensen het leven.

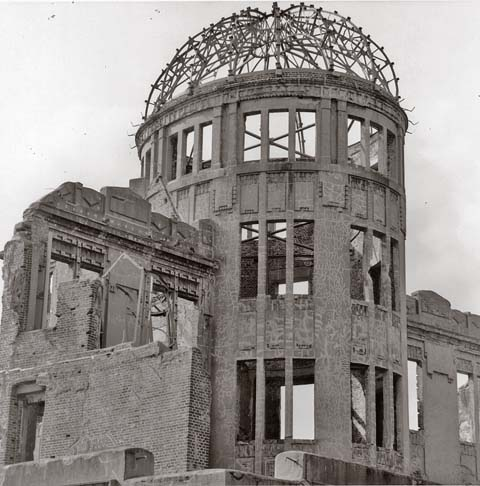
De Genbakukoepel is een overblijfsel van de atoomaanval en is als herdenkingsmonument blijven staan
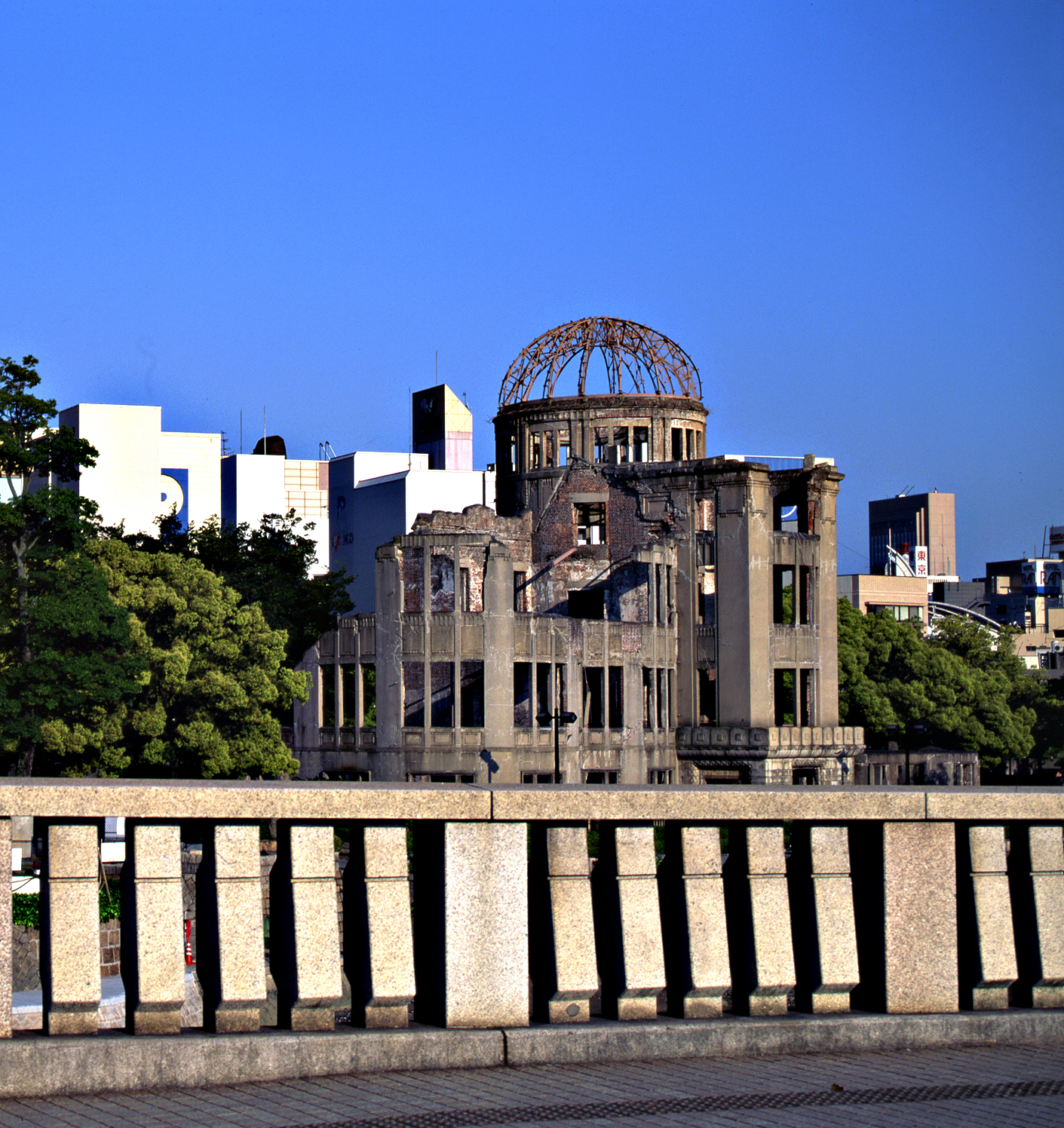
Gembakukoepel, Hiroshima (1999)
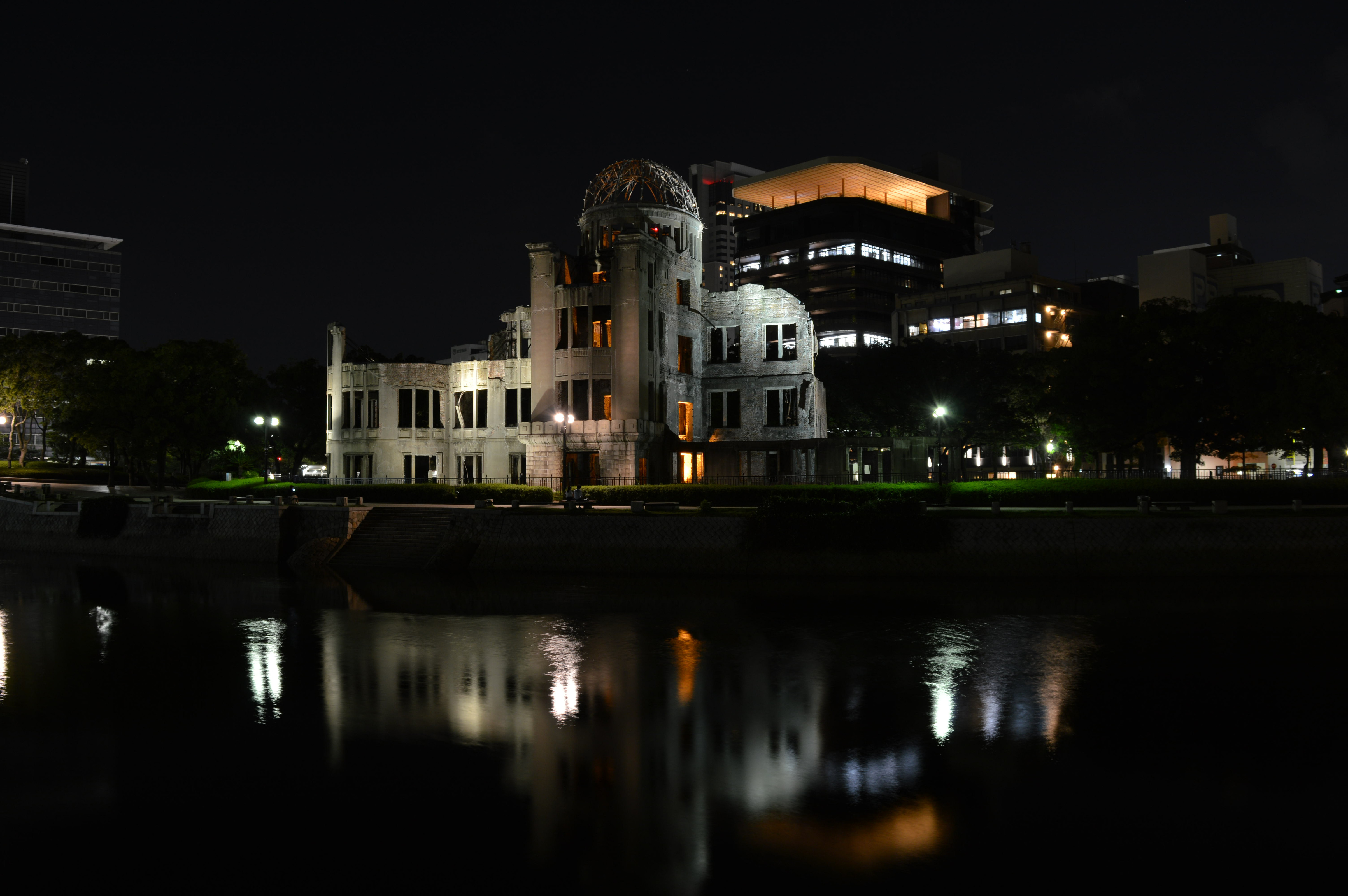
Gembakukoepel, Hiroshima (2017)

### Wederopbouw
Hiroshima is na de Tweede Wereldoorlog herbouwd, en werd op initiatief van burgemeester Shinzo Hamai door het Japanse parlement uitgeroepen tot Stad van de Vrede. Het stadsbestuur ijvert voor vrede in het algemeen en voor de wereldwijde afschaffing van kernwapens in het bijzonder.
In 1994 was de stad gastheer voor de Aziatische Spelen, en in 1998 werd het Hiroshima Vredesinstituut opgericht.
In 1972 bracht Keji Nakazawa een semiautobiografisch zwart-wit beeldverhaal uit: Gen Barrevoets in Hiroshima over de atoombom op Hiroshima. Nakazawa was 7 jaar toen de bom viel en verloor bij de aanval zijn broer, zus en vader. In september 2005 kwam een Nederlandse versie op de markt. Eerder waren al vertalingen in het Frans, Duits, Portugees, Spaans, Koreaans, Italiaans, Russisch, Indonesisch, Engels, Zweeds, Noors, Tagalog en Esperanto uitgebracht.
Ruim 70 jaar na het afwerpen van de atoombom op bevel van president Truman bezocht diens opvolger Barack Obama op 27 mei 2016 als eerste Amerikaanse president Hiroshima.
Hij sloot zijn toespraak bij die gelegenheid af met hoop op een vreedzame toekomst: De wereld is hier voor altijd veranderd, maar vandaag zullen de kinderen van deze stad in vrede hun dag doorbrengen. Wat een kostbaar ding is dat. Het is de moeite waard om te beschermen en het vervolgens uit te breiden tot elk kind. Dat is een toekomst die we kunnen kiezen, een toekomst waarin Hiroshima en Nagasaki niet bekend staan als het begin van het kernwapentijdperk, maar als het begin van ons eigen morele ontwaken.

## Trams
Opmerkelijk genoeg kon in Hiroshima het tramnet worden hersteld, omdat veel andere Japanse steden hun trams afstonden aan Hiroshima. Ook vier van de trams die de atoombomaanval hebben doorstaan, rijden nog steeds. Het openbaar vervoer in de gehele prefectuur Hiroshima wordt verzorgd door Hiroden.

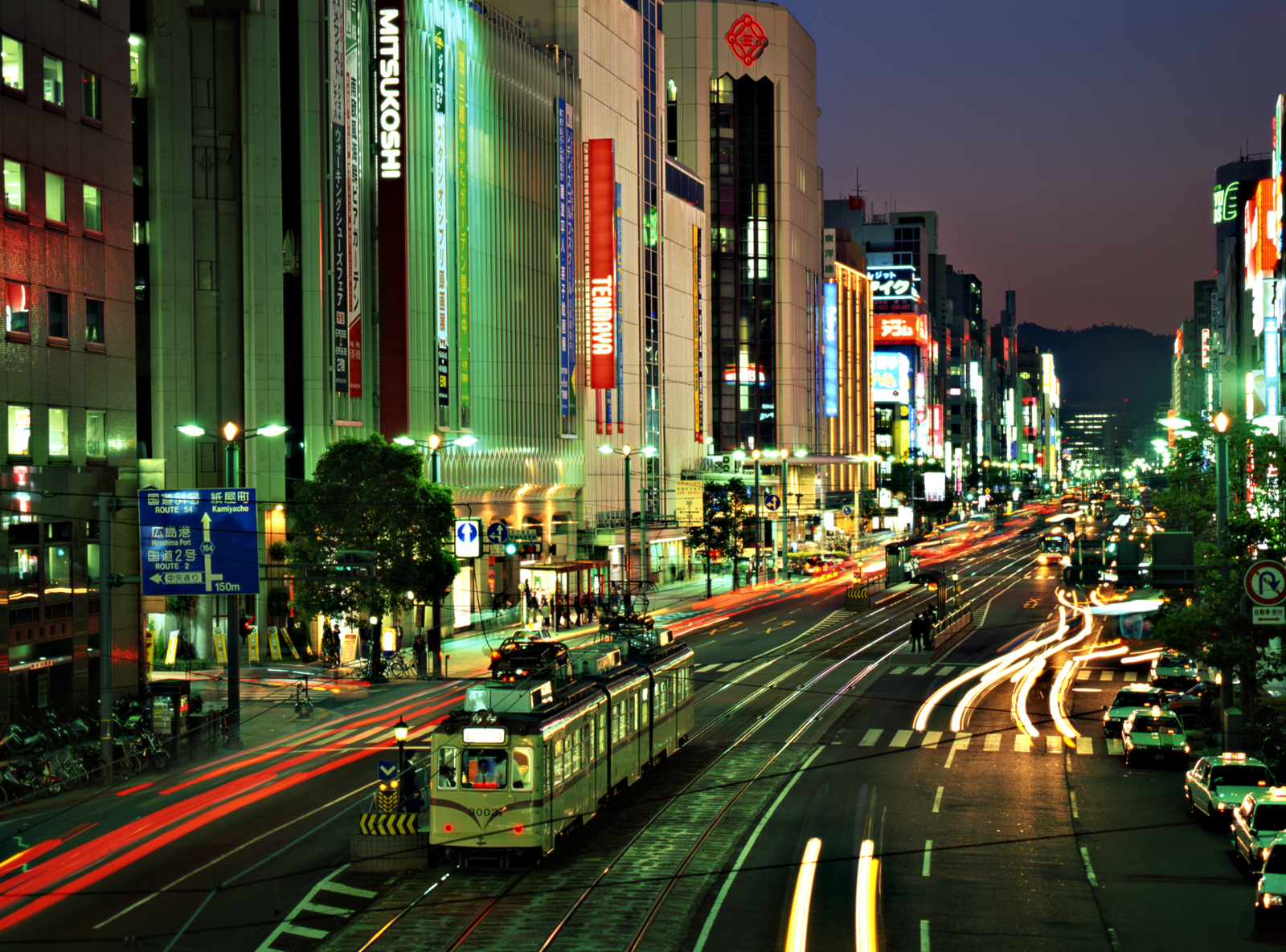
Modern Hiroshima verschilt in niets van alle andere grote Japanse steden: grote warenhuizen, weinig traditionele architectuur in de moderne wijken. Hiroshima heeft het grootste tramnet van Japan. (1999)
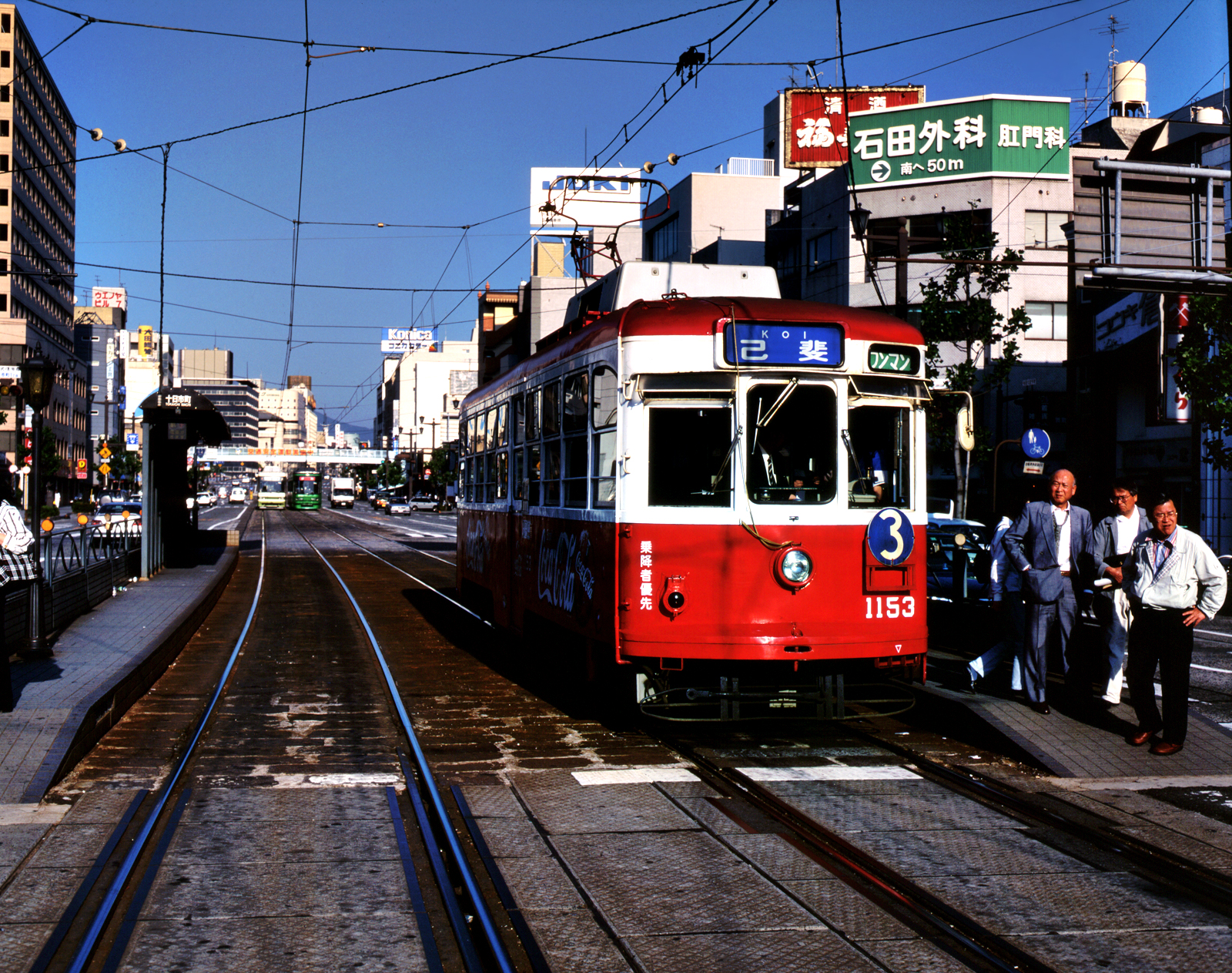
Oude vierassige tram op lijn 3 naar het stadsdeel Koi. (1999)

## Wijken
| Hiroshima heeft acht wijken (ku): - Aki-ku - Asakita-ku - Asaminami-ku - Higashi-ku - Minami-ku - Naka-ku - Nishi-ku - Saeki-ku |

## Stedenbanden
- Hannover (Duitsland), sinds 1983
- Honolulu (Verenigde Staten)
- Ieper (België)
- Montreal (Canada)

## Bekende inwoners van Hiroshima

### Geboren

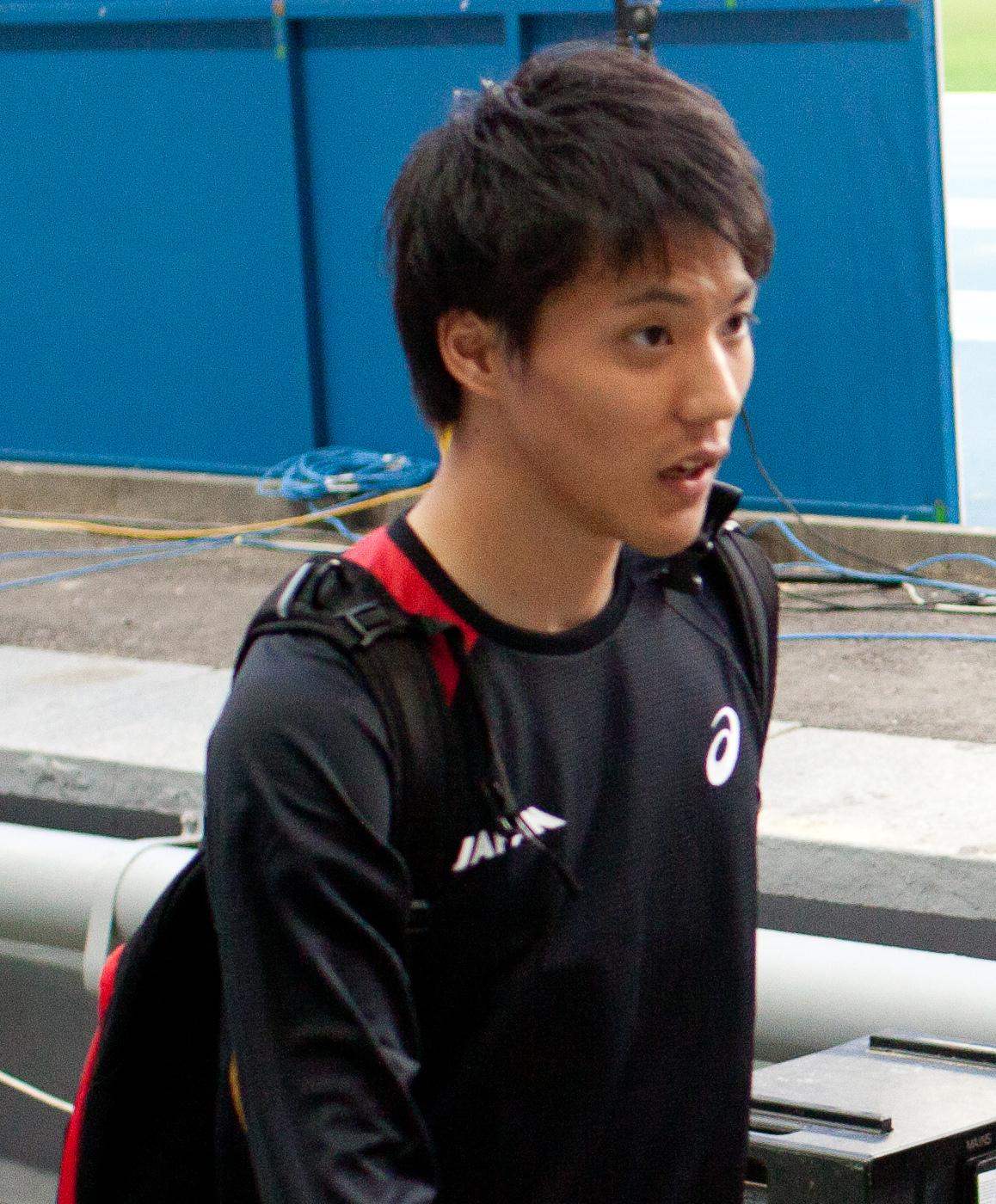
Ryota Yamagata
geboren in 1992

- Komei Abe (1911–2006), componist, dirigent, cellist en klarinettist
- Kaneto Shindō (1912–2012), filmregisseur
- Masaru Kawasaki (1924-2018), componist, fluitist en dirigent
- Hidemaro Watanabe (1924-2011), voetbaldoelman
- Masashi Watanabe (1936-1995), voetballer
- Issey Miyake (1938-2022), modeontwerper
- Koji Funamoto (1942), voetbaldoelman
- Sadako Sasaki (1943–1955), het meisje met de kraanvogels
- Hideyuki Ashihara (1944–1995), karateka
- Eitetsu Hayashi (1952), componist en slagwerker (taiko, of wadaiko)
- Toshio Hosokawa (1955), componist
- Masahiro Kuramoto (1955), golfer
- Hiroaki Hiraoka (1985), judoka
- Mike Havenaar (1987), voetballer
- Tomoaki Makino (1987), voetballer
- Ryota Yamagata (1992), atleet